# Michael Bennett (football américain)
Pour les articles homonymes, voir Michael Bennett et Bennett.
(en) Statistiques sur pro-football-reference
Michael Bennett Jr., né le 13 novembre 1985 à Avondale (Louisiane), est un joueur américain de football américain évoluant au poste de defensive end.
Au niveau universitaire, il joue en NCAA Division I FBS de 2005 à 2008 pour les Aggies représentant l'université A&M du Texas.
Il signe ensuite comme agent libre avec la franchise des Seahawks de Seattle en National Football League (NFL) en 2009. Bennett joue ensuite avec les Buccaneers de Tampa Bay, les Eagles de Philadelphie, les Patriots de la Nouvelle-Angleterre et les Cowboys de Dallas.
Bennett est sélectionné à trois reprises pour le Pro Bowl. Il remporte le Super Bowl XLVIII avec les Seahawks.

## Biographie

### Sa jeunesse
Bennett entre au lycée Alief Taylor High School (en) de Houston dans l'État du Texas. Il y pratique le football américain, le baseball et l'athlétisme. En football américain, au terme de sa saison senior, il est sélectionné dans l'équipe type des Districts (first-team All-District) après avoir totalisé au poste de defensive end, 110 tacles et 4 sacks. Il avait également reçu une mention honorable au terme de sa saison junior. En athlétisme, il est un également un bon athlète au lancer du disque avec un record personnel établi à 45,72 m. Il réalise également de bonnes performances en 40-yard dash avec un record personnel à 4,79 secondes.

### Carrière universitaire
Il intègre ensuite en 2005, l'université A&M du Texas où il joue pour l'équipe des Aggies de Texas A&M où il est coéquipier de son frère Martellus Bennett de 2006 à 2008. Lors de son année freshman, il joue les 11 matchs de la saison dont 4 débutés comme titulaire et totalise 27 tacles et 3½ sacks. En 2006, il termine meilleur plaqueur défensif de son équipe avec 27 tacles, 2 sacks, 6 tacles pour perte adverse, deux fumbles forcés et une passe déviée sur l'ensemble des 13 matchs de la saison. En 2007, il est sélectionné dans l'équipe-type de la Conference Big 12 au poste de defensive end après avoir totalisé 43 tacles dont six pour perte. En 2008, Bennett joue 11 matchs et effectue 42 tacles dont 12½ pour perte et 2½ sacks.

### Carrière professionnelle
| Taille             | Poids           | Bras | Main | Sprint   | Sprint   | Sprint   | Shuttle 20 yards | 3 cones drill | Détente       | Détente            | Développé couché | Test Wonderlic |
| Taille             | Poids           | Bras | Main | 40 yards | 10 yards | 20 yards | Shuttle 20 yards | 3 cones drill | verticale     | horizontale        | Développé couché | Test Wonderlic |
| 1.92 m (6 ft 3½in) | 124 kg (274 lb) | -    | -    | 5 s      | 1,62 s   | 2,84 s   | s                | s             | 79 cm (31 in) | 2,79cm (9 ft 2 in) | 24 reps          | -              |

#### Seahawks de Seattle (2009)
Bennett signe comme agent libre non drafté chez les Seahawks de Seattle le 27 avril 2009. Un analyste NFL avait déclaré que Nennett n'avait pas été choisi lors de la draft 2009 ses performances en NCAA n'étant pas assez cohérentes La franchise pensait qu'il pourrait être utile au poste de defensive end. Pendant le camp d'entraînement, ses entraîneurs le déplacent cependant vers l'intérieur au poste de tackle,,. Lors des matchs d'avant saison, il totalise 9 tacles, 2 sacks, 5 pression sur le QB adverse, une passe dévie et récupère un fumble adverse. Il est ensuite repris dans l'effectif final de la franchise,.
Bennett est cependant libéré par les Seahawks le 10 octobre 2009 afin de faire de la place dans l'effectif pour le tacle offensif Kyle Williams de l'équipe d'entraînement (practice squad).

#### Buccaneers de Tampa Bay (2009-2012)

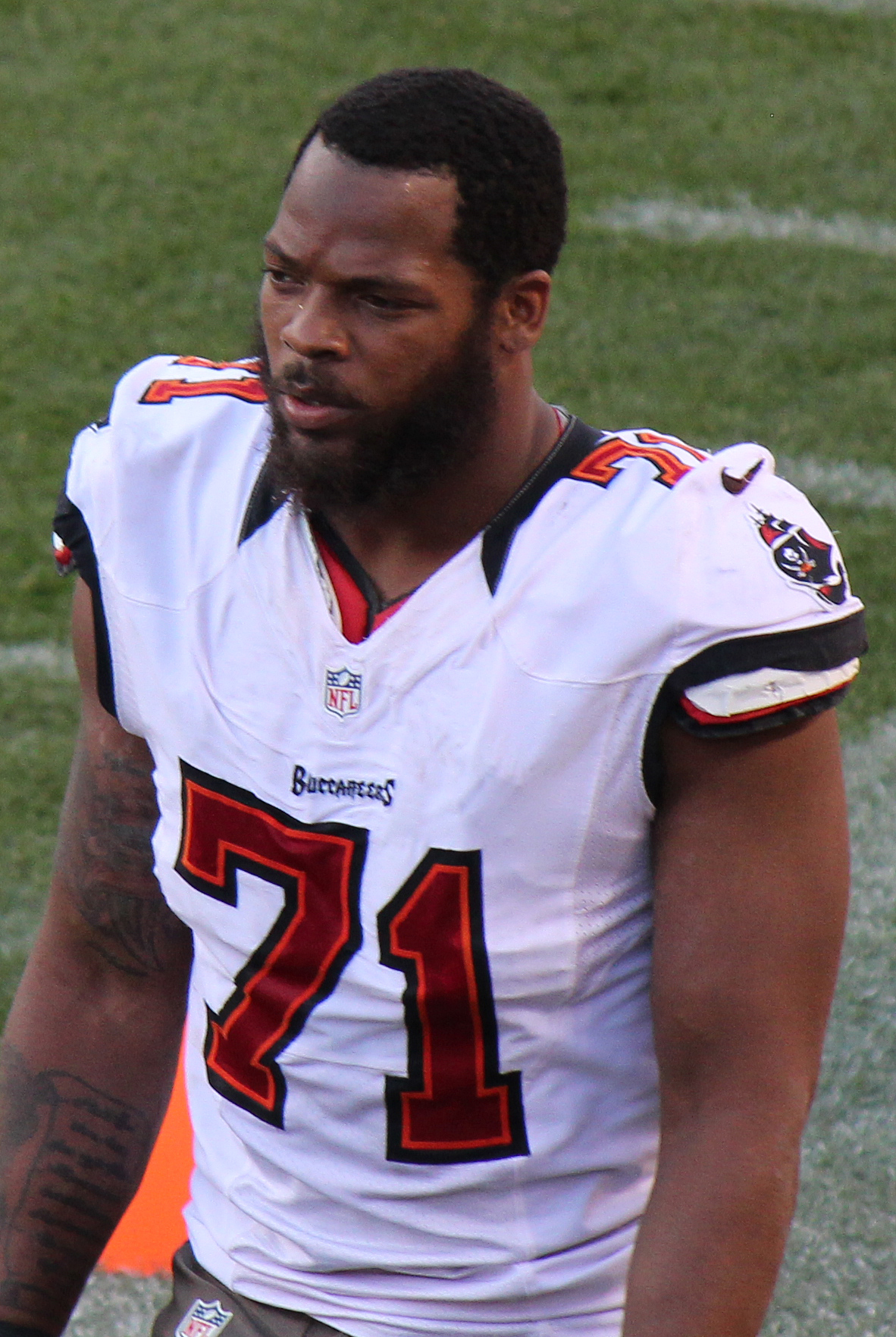
Bennett en 2012 chez les Buccaneers.

Bennett signe avec les Buccaneers de Tampa Bay le 12 octobre 2009. Il y est replacé au poste de tacle défensif et devient une pièce importante de la ligne défensive lorsqu'il doit remplacer le titulaire blessé Gerald McCoy.
La saison 2012 est la meilleure de Bennett avec Tampa Bay puisqu'il totalise 41 tacles, 9 sacks et 3 fumbles provoqués.

#### Seahawks de Seattle (2013-2017)
Bennett est engagé comme agent libre par les  Seahawks de Seattle le 14 mars 2013 et signe un contrat d'un an pour un montant de 4,8 millions de $ dont 1½ garantis. Le 24 mars 2013, le journaliste Adam Schefter d'ESPN signale que Bennett a la coiffe des rotateurs déchirée.
Le 2 décembre 2013, Bennett inscrit son premier touchdown en NFL contre les Saints de La Nouvelle-Orléans après avoir récupéré un fumble commis par le quarterback Drew Brees. Bennett devient la clé de la construction de la célèbre Legion of Boom, une des meilleures défenses de l'histoire de la NFL qui permettra aux Seahawks d'atteindre le Super Bowl XLVIII. Le 10 mars 2014, le jour avant le début de la free agency de 2014, les Seahawks resignent Bennett pour quatre années pour un montant de 28,5 millions de $ dont 16 garantis, des informations prétendant que Michael aurait pu rejoindre son frère Martellus à Chicago.
Le 18 janvier 2015, les Seahawks battent les Packers de Green Bay en finale de conférence NFC et après le match, Bennett réquisitionne le vélo d'un agent de police de Seattle sur lequel il effectue le tour du Century Link Field pour célébrer la victoire.
À 18 secondes de la fin du Super Bowl XLIX, Bennett commet une faute (invasion de la zone neutre). Il s'ensuit une bagarre dans laquelle Bennett n'est pas impliqué. Les Seahawks perdent ensuite le match, battus 24 à 28 par les Patriots de la Nouvelle-Angleterre.
Le 22 octobre 2015, lors du match contre les 49ers de San Francisco, Michael Bennett réussit 3½ sacks sur le quarterback Colin Kaepernick. Les Seahawks remportent le match 20 à 3 ce qui vaut à Bennett d'être désigné joueur défensif de la semaine.
Après huit matchs joués en saison 2015, Bennett est classé 9e meilleur défenseur de la NFL par Pro Football Focus. Il totalise en effet, 31 tacles dont 21 en solo, 6½ sacks, 1 fumble forcé et 8 tacles pour perte. Il terminera classé 59e meilleur joueur de la saison 2016 de la NFL
Le 30 décembre 2016, Bennett signe une extension de contrat de 3 ans pour un montant de 31,5 millions de $ avec les Seahawks, (dont un an couvrant son précédant contrat) ce qui engage Bennett avec la franchise jusqu'à la saison 2020,. Il est sélectionné pour son second Pro Bowl consécutif au terme de la saison 2016et est classé 46e par ses pairs dans le Top 100 2017 des meilleurs joueurs NFL (en).
Le 17 septembre 2017, après un sack effectué sur Brian Hoyer, quarterback des 49ers, Bennett lève en l'air son poing à la manière du personnage de fiction Black Panther. Le 10 décembre 2017, lors du match contre les Jaguars de Jacksonville, Bennett, heurte volontairement le centre adverse Brandon Linder qui était à genoux. Il en résulte une empoignade entre les deux équipes qui se conclut par l'exclusion du match de Sheldon Richardson et de Quinton Jefferson.
Le 2 janvier 2018, Bennett est sélectionné pour la troisième fois consécutive au Pro Bowl, le defensive end des Vikings du Minnesota, Everson Griffen, étant blessé.

#### Eagles de Philadelphie (2018)
Le 7 mars 2018, les Seahawks trouvent un accord avec les Eagles de Philadelphie, échangeant Bennett et un choix de 7e tour de la draft 2018 contre le wide receiver Marcus Johnson et un choix de 5e tour de draft. L'accord devient officiel le 14 mars 2018. Il dispute les 16 matchs de la saison (dont 10 comme titulaire) qu'il termine avec un bilan de 34 tacles, 9 sacks et deux fumbles provoqués.

#### Patriots de la Nouvelle-Angleterre (2019)
Le 14 mars 2019, les Eagles échangent Bennett et un 7e tour de draft 2020 chez les Patriots de la Nouvelle-Angleterre contre un 5e tour de draft. Bennett effectue le premier sack de sa saison en 2e semaine contre les Dolphins de Miami (victoire 43 à 0). Le 15 octobre, Bennett est suspendu pour un match par les Patriots — le match du Monday Night Football contre les Jets de New York — pour conduite préjudiciable à l'équipe. Bennett déclare que cette suspension est le résultat d'un désaccord philosophique avec son entraîneur et s'est ensuite excusé pour sa conduite. Il réintègre l'équipe le 22 octobre mais son retour est bref puisqu'il est transféré quelques jours plus tard.

#### Cowboys de Dallas (2019)
Le 24 octobre 2019, Bennett est transféré aux Cowboys de Dallas en échange d'un choix de 7e tour de draft 2021 qui deviendra plus tard un choix de 6e tour. Il est acquis pour compenser la perte du defensive end Tyrone Crawford placé sur la liste des réservistes blessés le 15 octobre. Il y est considéré comme remplaçant et totalise 18 tacles (dont 8 pour perte adverse), 4 sacks et 24 pressions sur le quarterback adverse lors des 9 matchs disputés pour les Cowboys. Il n'est pas resigné au terme de la saison.

#### Retraite
Le 21 juillet 2020, Michael Bennett annonce qu'il prend sa retraite après onze saisons jouées en NFL.

## Statistiques
| Année       | Équipe              | Statut      | MJ |       | Plaquages | Plaquages | Plaquages | Plaquages |       | Interceptions | Interceptions | Interceptions | Interceptions |  | Fumbles | Fumbles |
| Année       | Équipe              | Statut      | MJ | Total | Seul      | Ast.      | Sacks     | Nb.       | Yards | Déf.          | TD            | Nb.           | Rec.          |  |         |         |
| 2005        | Aggies de Texas A&M | Fr.         | 11 | 23    | 7         | 16        | 3½        | 0         | 0     | 1             | 0             | 0             | 0             |  |         |         |
| 2006        | Aggies de Texas A&M | So.         | 13 | 27    | 13        | 14        | 6         | 0         | 0     | 1             | 0             | 2             | 0             |  |         |         |
| 2007        | Aggies de Texas A&M | Jr.         | 12 | 43    | 20        | 23        | 6         | 0         | 0     | 4             | 0             | 1             | 0             |  |         |         |
| 2008        | Aggies de Texas A&M | Sr.         | 11 | 19    | 11        | 8         | 3         | 1         | 1     | 1             | 0             | 0             | 0             |  |         |         |
| Totaux NCAA | Totaux NCAA         | Totaux NCAA | 47 | 112   | 51        | 61        | 6½        | 1         | 1     | 7             | 0             | 3             | 0             |  |         |         |

| Année      | Équipe                             | MJ  |       | Plaquages | Plaquages | Plaquages | Plaquages |       | Interceptions | Interceptions | Interceptions | Interceptions |  | Fumbles | Fumbles |
| Année      | Équipe                             | MJ  | Total | Seul      | Ast.      | Sacks     | Nb.       | Yards | Déf.          | TD            | Nb.           | Rec.          |  |         |         |
| 2009       | Buccaneers de Tampa Bay            | 7   | 3     | 2         | 1         | 1         | 0         | 0     | 0             | 0             | 0             | 0             |  |         |         |
| 2010       | Buccaneers de Tampa Bay            | 13  | 15    | 13        | 2         | 1         | 0         | 0     | 1             | 0             | 0             | 0             |  |         |         |
| 2011       | Buccaneers de Tampa Bay            | 14  | 39    | 35        | 4         | 4         | 0         | 0     | 0             | 0             | 1             | 2             |  |         |         |
| 2012       | Buccaneers de Tampa Bay            | 16  | 41    | 34        | 7         | 9         | 0         | 0     | 3             | 0             | 3             | 0             |  |         |         |
| 2013       | Seahawks de Seattle                | 16  | 31    | 18        | 13        | 8½        | 0         | 0     | 0             | 0             | 4             | 0             |  |         |         |
| 2014       | Seahawks de Seattle                | 16  | 38    | 26        | 12        | 7         | 0         | 0     | 0             | 0             | 1             | 0             |  |         |         |
| 2015       | Seahawks de Seattle                | 16  | 52    | 33        | 19        | 10        | 0         | 0     | 0             | 0             | 2             | 0             |  |         |         |
| 2016       | Seahawks de Seattle                | 11  | 34    | 24        | 10        | 5         | 0         | 0     | 0             | 0             | 0             | 0             |  |         |         |
| 2017       | Seahawks de Seattle                | 16  | 40    | 25        | 15        | 10½       | 0         | 0     | 1             | 0             | 0             | 0             |  |         |         |
| 2018       | Eagles de Philadelphie             | 16  | 34    | 25        | 9         | 9         | 0         | 0     | 1             | 0             | 2             | 0             |  |         |         |
| 2019       | Patriots de la Nouvelle-Angleterre | 32  | 24    | 8         | 6½        | 0         | 0         | 0     | 0             | 0             | 0             | 0             |  |         |         |
| 2019       | Cowboys de Dallas                  | 6   | 5     | 4         | 1         | 2½        | 0         | 0     | 0             | 0             | 0             | 0             |  |         |         |
| Totaux NFL | Totaux NFL                         | 156 | 359   | 259       | 100       | 69½       | 0         | 0     | 6             | 0             | 13            | 5             |  |         |         |

| Année      | Équipe                 | MJ |       | Plaquages | Plaquages | Plaquages | Plaquages |       | Interceptions | Interceptions | Interceptions | Interceptions |  | Fumbles | Fumbles |
| Année      | Équipe                 | MJ | Total | Seul      | Ast.      | Sacks     | Nb.       | Yards | Déf.          | TD            | Nb.           | Rec.          |  |         |         |
| 2013       | Seahawks de Seattle    | 3  | 11    | 6         | 5         | 1½        | 0         | 0     | 0             | 0             | 2             | 2             |  |         |         |
| 2014       | Seahawks de Seattle    | 3  | 9     | 5         | 4         | 0         | 0         | 0     | 0             | 0             | 0             | 0             |  |         |         |
| 2015       | Seahawks de Seattle    | 2  | 10    | 7         | 3         | 0         | 0         | 0     | 2             | 0             | 1             | 0             |  |         |         |
| 2016       | Seahawks de Seattle    | 2  | 6     | 5         | 1         | 2         | 0         | 0     | 2             | 0             | 0             | 0             |  |         |         |
| 2018       | Eagles de Philadelphie | 2  | 7     | 6         | 1         | 1         | 0         | 0     | 0             | 0             | 0             | 0             |  |         |         |
| Totaux NFL | Totaux NFL             | 10 | 43    | 29        | 14        | 4½        | 0         | 0     | 4             | 0             | 3             | 2             |  |         |         |

## Récompenses et palmarès
- Vainqueur du Super Bowl : XLVIII joué le 2 février 2014 ;
- Champion de la NFC : 2013 et 2014 ;
- Sélectionné au Pro Bowl : 2015, 2016 et 2017 ;
- MVP défensif du Pro Bowl : 2015 ;
- Sélectionné dans l'équipe-type NFC par PFWA (Pro Football Writers Association (en)) : 2015.

## Vie privée
Bennett a deux sœurs, Ashley Bennett et Renekia Leathers ainsi que trois frères Donte, Martellus et Reshaud Bennett. Martellus a également joué en NFL au poste de tight end. Il avait été choisi lors du second tour de la draft 2008 par les Cowboys de Dallas.
La dance réalisée par Bennett lorsqu'il vient de réussir un sack, lorsqu'il place ses mains sur sa tête en se tournant les hanches est inspirée du lutteur professionnel Rick Rude.
Bennett a commencé à s'agenouiller à partir de 2017, lors de l'hymne national américain (le « The Star-Spangled Banner ») diffusé avant les matchs.
Il a déclaré que son attitude était une réaction aux violences commises les 11 et 12 août 2017 à Charlottesville en Virginie,. Bennett a également refusé un voyage en Israël en compagnie d'autre joueurs NFL en 2017 pour montrer son soutien à la cause palestinienne.
Lors de la campagne présidentielle aux États-Unis de 2016, Bennett a supporté Bernie Sanders lors de primaires démocrates, le félicitant pour ses positions sur le contrôle du climat et sur la justice sociale. Il a réitéré son soutien à Sanders lors de la campagne électorale de 2020,.